# Пиклиште
Пиклиште (мкд. П’клиште) је насеље у Северној Македонији, у североисточном делу државе. Пиклиште је у оквиру општине Ранковце.

## Географија
Пиклиште је смештено у североисточном делу Северне Македоније, близу државне границе са Србијом (4 km). Од најближег града, Куманова, село је удаљено 40 km источно.
Село Пиклиште се налази у историјској области Средорек. Насеље је положено високо, на висовима планине Герман, на преко 1.300 метара надморске висине.
Месна клима је планинска због знатне надморске висине.

## Становништво
Пиклиште је према последњем попису из 2002. године имало 30 становника. Од тога огромну већину чине етнички Македонци (100%).
Претежна вероисповест месног становништва је православље.